# Іль-Бізар (Квебек)
Іль-Бізар (фр. L'Île-Bizard) — колишній муніципалітет, розташований на острові Іль-Бізар, на північний захід від острова Монреаль, у провінції Квебек, Канада. 1 липня 1855 року він був зареєстрований як муніципалітет Paroisse de Saint-Raphael-de l'Ile-Bizard. 1 січня 2002 року Іль-Бізар було об'єднано з містом Монреаль як частину району Л'Іль-Бізард-Сент-Женев'єв. У центрі острова розташований природний парк Буа-Іль-Бізар.